# Thyreus massuri
Thyreus massuri là một loài Hymenoptera trong họ Apidae. Loài này được Radoszkowski mô tả khoa học năm 1893.